# 金英男
金 英男（キム・ヨンナム、김영남、1961年6月25日 - ）は、大韓民国全羅北道出身の人物。1978年8月5日、全羅北道群山沖の自宅近くの島へ海水浴に出かけたまま失踪。当時、16歳の高校1年生。現在は、北朝鮮の特殊機関に勤務しているという。
日本国政府が日本人拉致被害者であると認定した横田めぐみとの間に娘が一人いる（キム・ウンギョン）。また、再婚相手であるパク・チュンファ（박춘화）との間に息子が一人いる。
北朝鮮は、2002年9月の日朝首脳会談で日本人拉致を認め、横田めぐみは「キム・チョルジュン」なる朝鮮人と結婚、長女キム・ヘギョン（キム・ウンギョン）を出産、その後死亡したと説明していた。2006年4月11日、日本政府のDNA鑑定により、横田めぐみの夫は1978年に韓国で失踪した金英男である可能性の極めて高いことが判明した。

## 北朝鮮に渡った経緯
金英男の失踪については、韓国に潜入して逮捕された北朝鮮工作員らの供述で拉致事件である疑いが強まり、1997年、韓国の国家安全企画部は金英男を「北朝鮮による拉致被害者である」と発表した。北朝鮮側は当初金英男の存在を認めていなかったが、2006年6月8日には一転して「該当機関が存在を確認」と公表、さらに南北離散家族再会事業を通じて彼の母親に会わせるとの意向を表明した。
2006年6月28日、金剛山で母と姉に再会した。

### 金剛山での記者会見
2006年6月29日、第14回南北離散家族再会事業の中、金剛山のホテルで記者会見が行われた。そこで金英男は、自分が北朝鮮に渡った経緯を以下のように説明した。
しかし地元漁民によると、仙遊島から漂流することはありえない話だという。この会見において、日本のマスメディアは参加を許可されなかった。また、参加を許可された韓国のマスコミも事前に質問事項を提出させられ、口頭での質問は受け付けられなかった。会見において「（金英男は）北朝鮮に拉致されたのでは」との質問を否定し「海で北朝鮮の船に救助され北に渡った」と回答した。

## 横田めぐみについて
金剛山での記者会見において、金英男は、横田めぐみの生存について「1994年4月13日に病院で自殺した」と回答した（北朝鮮当局は、横田の死亡を1993年3月と回答している）。ただし、横田が死亡しているという明確な証拠・情報は、この会見でも出てこなかった。
彼は日本の専門家によるDNA調査によって横田めぐみの遺骨が本人の物ではないとの結果が出たことに関しては、
と激しく日本側を非難した。横田との間の娘であるキム・ウンギョンの日本行きには「行かせたくないし、本人も行かないと言っている」と反対の姿勢を示した
。そして、「私と私の家族の問題が不純な政治的目的に利用されるのを防いでほしい」と発言し、拉致問題解決に向けて北朝鮮への圧力を強める日本政府の姿勢を批判した。

## 日本での反応
日本では、横田めぐみの両親（横田滋・横田早紀江）は「会えたのは良かったが、複雑な思い」と感想を語った。娘に関する新しい情報が公開されなかったことについては「北朝鮮の謀略や計画性が見え隠れするが、絶対に惑わされてはいけない」とし、冷静な対応を政府・国民に求めた。
当時の安倍晋三内閣官房長官は、「北朝鮮で自分たちの考えをそのまま述べることはできない」として、日本政府の関係機関の調査によれば、金英男の証言にはいくつかの矛盾点があるとした。日本政府として、引き続き生存者の早期帰国、真相究明、容疑者の引渡しなどを求めるとした。
日本の主要メディアは「記者会見を北朝鮮当局の主張をなぞっただけ」とする論評を発表した。「毎日新聞」は、「金英男さんに事実を語れと言うのは無理な注文だ」として、会見の裏にある真実を見抜くよう韓国世論に注文した。また「読売新聞」「産経新聞」はそれぞれ社説で「北朝鮮で自由な発言ができるはずがない」とし、会見は拉致問題を幕引きする北朝鮮の意図が透けて見えると厳しく批判した。

## 韓国での反応
金剛山での会見に対しての韓国のメディア・世論の受け止め方は、28年ぶりの再会実現と高く評価しつつも証言内容を疑問視するなど、北朝鮮への期待感と不信感が混じり合ったものであった。
韓国政府は「対北政策の一貫した努力の成果」と会見を評価した（金英男が拉致被害者であった事を突き止めたのは、日本・韓国両政府によるDNA鑑定が決め手となっている）。また、横田めぐみの問題は日本だけの問題であり、韓国と日本が協力することではないとし、拉致問題解決に向けた日本との協力には消極的な立場を示した。